# 9933 Alekseev
9933 Alekseev eller 1985 SM3 är en asteroid i huvudbältet som upptäcktes den 19 september 1985 av det rysk-sovjetiska astronomparet Nikolaj och Ljudmila Tjernych vid Krims astrofysiska observatorium på Krim. Den har fått sitt namn efter den ryska geofysikern Anatolij Semjonovitj Aleksejev.
Asteroiden har en diameter på ungefär tre kilometer.